# テンプル大学ジャパンキャンパス
テンプル大学ジャパンキャンパス（Temple University, Japan Campus, 略称TUJ）は、テンプル大学（アメリカ合衆国ペンシルベニア州）の日本校。1982年にアメリカの大学で初めて日本分校として東京に創立された。
東京都世田谷区・京都市伏見区にキャンパスがある。文部科学省から外国大学の日本校として指定された中では最古かつ最大の学校で、学部課程の学生は1,841人おり、そのうち約6割は世界65カ国から来た留学生である（日本人学生数は約4割）。
TUJは多くの学位課程を提供しており、準学士（A.A.）、学士（B.A./B.S.）、教育学修士（M.S.Ed. in TESOL）、教育学博士（Ph.D. in Applied Linguistics）、マネジメント修士、法学修士（LL.M.）のプログラムがある。また、アメリカの学部生やロースクール学生向けに1学期から1年間の海外留学プログラムもある。そのほか、アカデミック・イングリッシュ・プログラム、生涯教育、企業内教育といった学位取得を目的としないプログラムも提供している。2022年現在、学位取得を目的とした学生の数は2,071人である。内訳は、学部生1,841人、大学院生230人（マネジメント修士21人、ロースクール70人、教育学研究科131人）音楽・ダンススクール（音楽治療コース博士課程）は8人。学位取得を目的としない数は受講者数2,115+人で、内訳はアカデミック・イングリッシュ・プログラム1205人、生涯教育プログラム&企業内教育プログラムの受講者数は年間750+人、教育機関・関連団体向け英語研修プログラムの受講者数は年間160人である。

## 沿革

### 創立
テンプル大学は、米国ペンシルベニア州フィラデルフィアに本部を置くアメリカ合衆国の州立大学である。1884年に創立された。テンプル大学ジャパンキャンパス（TUJ）は1982年、史上初の米国大学日本校として、東京都港区芝公園に創立された。1996年まではいくつかの日本企業との協力のもと運営されていたが、それ以降はテンプル大学本校に完全に所有・運営されるようになり、港区南麻布にキャンパスを設置した。2019年8月に世田谷区、昭和女子大学キャンパス内へ移転した。

### 創立初期

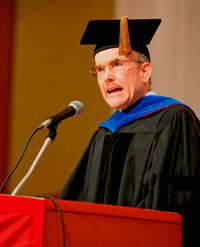
ジェームス・ズムワルト駐日アメリカ合衆国臨時代理大使、卒業式でのスピーチの様子（2009年6月）

創立当初、TUJは集中英語プログラム（IELP）を東京にて、教育学修士課程（M.Ed.）を東京と大阪で提供していた。その後の10年の間に、学士課程、英語教授法分野の教育学博士課程（Ed.D.）、法学修士課程（L.L.M.）を提供し始めるとともに、IELPプログラムを大阪にも設置した。1996年、テンプル大学本校に完全に所有・運営されるようになったことを受け、TUJはエグゼクティブMBAプログラムを開始したが、この課程はこの種のプログラムとしては日本で最初のものである。また、それと同時に従来のオープン・カレッジ・プログラムとグローバリゼーション・プログラムをそれぞれ生涯教育プログラムと企業内教育プログラムとして装い新たに再開した。

### 外国大学日本校の指定
2005年、日本で初めて、外国大学日本校として文部科学省に指定された。これにより、TUJは日本国内にある外国の大学として法的にも位置づけがなされ、日本の大学への転学や単位互換、日本の大学院への入学が明確に認められることになった。以降、TUJで取得された単位や学位は日米両国で通用するものとなったといえる。

### 京都キャンパスの開校
2024年2月、テンプル大学ジャパンキャンパスは、京都市伏見区に新しいキャンパスを設置する予定であることを公表した。2025年1月、テンプル大学ジャパンキャンパスの京都の新拠点「TUJ京都」が開校した。同年2月、テンプル大学ジャパンキャンパスは京都府および京都市と包括的な連携・協力に関する協定を締結した。

### 大学間協定
TUJは武蔵大学、宮城大学、東洋大学（国際学部・国際観光学部）、明治大学（文学部）、昭和女子大学と単位互換プログラムを設けている。さらに、香港浸会大学（コミュニケーション学部）と国立台北大学（台湾）と交流協定を交わしている。

## キャンパス

### 所在地
テンプル大学ジャパンキャンパスは東京と京都にそれぞれ1つずつの拠点を擁している。東京の拠点は、2019年8月に世田谷区の昭和女子大学のキャンパス内に校舎を移転。京都の拠点は「TUJ京都」と呼ばれ、2025年1月、聖母女学院の藤森キャンパス（京都市伏見区）内に開設された。
大阪府北区梅田にある大阪センターには、教育学研究科が設置されていた。

### 施設
TUJには6つのコンピューターラボがあり、Windows、Macコンピューターが使用できる。図書館は英文書籍を中心に5.3万冊以上、DVDも3500タイトル以上を所蔵している。また、アメリカ本校の図書館にインターネットからアクセスでき、蔵書の検索が可能。就職部、カウンセリング・オフィスがあるほか、メディア・ルームでは映像編集や音声録音が可能である。ティーチング・アンド・ラーニングセンターは、学生向けに無料の学習補助サービスを提供している。

### 住居
TUJは新入学生全員が住居を見つけられるように支援を行っている。東京都内に3つの男女共用の大学寮（武蔵小杉・白山・上北沢）があるほか、ホームステイも紹介している。

## 学科構成

### 学位課程
| プログラム                 | 学位 |
| -------------------------- | --- |
| 学士課程                   | 学士号 B.A. / B.S. 準学士号 A.A. 専攻学科 アート学科 / アジア研究学科 / コミュニケーション学科 / 経済学科 / 教養学科 / 国際関係学科 / 国際ビジネス学科 / 政治学科 / 心理研究学科 / 日本語学科 / 3+1留学プログラム: コンピューターサイエンス学科 |
| 教育学修士・博士課程       | M.S.Ed. in TESOL（英語教授法教育学修士号） Ph.D. in Applied Linguistics（応用言語学博士号） |
| マネジメント修士           | Master In Management（マネジメント修士号） |
| ロースクール（法科大学院） | LL.M. in U.S. Law（米国法法学修士号） LL.M. in Transnational Law（国際法法学士修士号） その他 Certificates and Audit Program（修了書プログラム・聴講） CLE (Continuing Legal Education)                                                         |

### 英語プログラム
|                                          | 概要                                                       |
| ---------------------------------------- | ---------------------------------------------------------- |
| アカデミック・イングリッシュ・プログラム | 大学留学準備 大学院留学準備 教育機関・関連団体向け英語研修 |

### 生涯教育
|          | 分野 |
| -------- | --- |
| 生涯教育 | 言語 アカデミック・スキル 文化・芸術 専門技能とトレーニング 経営管理とコミュニケーション コンピューターとテクノロジー |

### 企業内教育
|            | 概要                                                         |
| ---------- | ------------------------------------------------------------ |
| 企業内教育 | 企業ニーズにあわせたカスタム研修プログラムの開発・提供・運営 |

## 現代アジア研究所（ICAS）
2004年、現代アジア研究所（ICAS、前身は現代日本研究所）が設置された。この研究所はTUJに運営されており、世界中の研究者が研究成果を発表し学術的議論を活発に行うプラットフォームとして機能している。毎年約30の講演やシンポジウムを主催しており、その全てが無料で一般公開されている。講演テーマは現代アジアならびにアメリカに関するものから選ばれ、政治、経済、外交、軍事、映画、ポップカルチャー、医療制度、環境問題などテーマは多岐にわたる。国内外のメディア関係者、ビジネスパーソン、政府関係者、学者など多様な参加者がいる。

## 学生生活

### 学生
TUJの学生は世界約57の国からの留学生から構成されている。日本とアメリカ合衆国だけではなく、東アジア、東南アジア、ロシア、中東、アフリカ、ラテンアメリカ、ヨーロッパ出身の学生も在学している。
TUJは留学生向けにビザを発行することができる。また日本国内で有効な学生証を発行しており、在学生は電車運賃の学生割引を受けることができるほか、その他の学生生活に必要な支援を行っている。加えて、世界中の協定校への交換留学プログラムも数多く存在する。

### 学生サービス・学生部
学生サービス・交流部はTUJの学生向けに日々の学生生活に関連した支援を提供しており、ビザ発行、奨学金・GI法に基づく援助、住居のサポートを行う。また学生サービス・交流部は学生がTUJでの生活に適応できるよう、毎学期オリエンテーションを実施している。学生部は学生会やその他の学生団体とも協力し、多様な背景を持つ学生たちが交流できるよう、様々なイベントやアクティビティを企画している。

### 学生会
学生会は、選挙によって選出された代表者を通じて全学生の利害を代弁する組織である。学生会はまた、毎年様々なイベントを企画し、活発な学生生活を促進している。

### クラブ活動・アクティビティ
TUJには学生が主体となって運営する多くのクラブ活動があり、学生サービス・交流部の支援を受けている。学生たちが自分と関心を共有する友人を見つけられる場所を提供するのが目的である。

## 地域連携

### 山梨県
テンプル大学ジャパンキャンパスは2022年12月に、山梨県と国際化・多分化教育・観光等の推進を目的とする包括的な連帯・強力に関する協定を締結した。これは都道府県とのはじめての連携である。

### 世田谷区
TUJは2019年8月に同区三軒茶屋にキャンパスを移転して以来、すでに同区との間で異文化コミュニケーション・国際理解促進のための協力を進めてきたが、今後その連携を一層深化させるべく、2022年12月、正式に覚書を交わすことに合意した。世田谷区とは、地域の住民・生徒・学生を対象にした学習プログラムや異文化交流イベントを定期的に実施し、TUJの学生・教職員らが積極的に関与している。なかでも、小・中学生を対象とした夏休みの英語プログラムは人気を博し、毎夏多くの受講者を集めている。 そのほか、地域の国際交流イベント、お祭りなどにTUJの学生や教職員が参加しており、世田谷区民へTUJ図書館利用を可能としている。

### 港区
TUJは、2006年に当時の所在していた地東京都港区とも覚書を締結し、世田谷に校舎が移転した今もアメリカの大学として世界中から集まる学生・教職員と共に地域に貢献している。

## 主な学長・教職員

### 歴代学長
- リチャード・ジョスリン（1996年～2001年）[24]
- カーク・パタソン（2001年～2007年）[24]
- ブルース・ストロナク（2008年～2020年）[24]
- マシュー・J・ウィルソン（2020年～現在）[25]

### 主な教職員
- ジェフリー・キングストン - 教授、アジア研究、歴史学
- マシュー・チョジック - タレント、ライター、出版社経営者、脚本家、俳優、翻訳家
- ティナ・サンデース - ロースクールディレクター兼准教授
- ロバート・デュジャリック - ICAS(現代アジア研究所) 共同ディレクター
- ジェームズ・ブラウン - 上級准教授、国際関係学科、政治学
- 柿﨑正樹 - 上級准教授、政治学
- プラチ・グプタ - 経済学
- Benoit Hardy-Chartrand - 国際関係学
- マイケル・ウィリアムズ - アフリカン・アメリカ研究学
- 日部八重子 - 日本語学
- ポール・ネドー - 国際関係学・政治学
- 松井竜樹 - 物理学

## 主な出身者

### 卒業生
- 大島さくら子 - 著作家、英会話講師、語学学習コーチ／コンサルタント、通訳
- 高島英幸 - 英語教育学者
- 遠山顕 - 英語講師
- 岡野武志 -  Beasley School of Law at Temple University (LL.M. Programs) 修了、弁護士、税理士、弁理士、Youtuber
- 駒沢敏器 - 作家
- 吉木誉絵 - 著作家、古事記研究家
- 桃井和馬 - 写真家、ジャーナリスト
- 村本博之 - カメラマン
- シルビア - モデル
- アイリーン&エリカ - モデル
- GAKU-MC - ラッパー
- アンドリヤナ・ツヴェトコヴィッチ - 株式会社BrioNexus代表取締役社長、株式会社デルソーレ社外取締役、沖縄科学技術大学院大学財団（OIST財団）、在日英国商業会議所理事
- 金子朝子 - 昭和女子大学大学院教授、学校法人昭和女子大学理事
- デビッド・セマイヤ - 三井住友トラスト・アセットマネジメント株式会社代表取締役会長、米国投資信託業界団体のInvestment Company Institute (ICI) の太平洋政策委員会委員長、TUJ理事会メンバー
- 竹林朋毅 - クリスチャン・ディオール株式会社代表取締役社
- 戸田謙太郎 - TMI総合法律事務所パートナ、TMIプライバシー＆セキュリティコンサルティング株式会社取締、中央大学法科大学院講師
- 横沢稔明 - 株式会社アサヒ・エコキャリーの代表取締役社長兼CEO、TUJ「Diamond Club Gala Dinner（ダイヤモンドクラブ・ガラディナー）」委員会委員長、「Board of Overseers（理事会）」のメンバー

### 中退者
- 久保田武蔵（中退） - 格闘家
- Kダブシャイン（中退） - ラッパー
- 斉藤こず恵（中退） - 女優、声優
- ショーンK（中退） - タレント
- ハイセーヤスダ（中退） - フリーライター
- マンジョット・ベディ（中退） - クリエイティブディレクター
- 吉川英梨（中退） - 推理作家

## 理事会
- ポール・クオ - エジンバラエンタープライズ 代表取締役社長[26]
- ローレンス・ W・ベイツ - パナソニック株式会社 元執行役員 GC、CRO、CCO[26]
- マーク・ディビッドソン - 日本アムウェイ合同会社 政府・渉外本部 ディレクター[26]
- 土井悦生 - フォーリー&ラードナー法律事務所 ニューヨーク事務所 弁護士（日本国及びニューヨーク州）[26]
- スティーブン・グリーンバーグ - ハイドリック&ストラグルズジャパン合同会社 マネージング・パートナー 東京オフィス代表[26]
- アーネスト・M・比嘉 - 株式会社ヒガ・インダストリーズ 代表取締役会長兼社長[26]
- ジェイソン・P・ハイランド - BRIONEXUS KK 取締役[26]
- 金子みどり - サンフロンティア不動産株式会社　グループ・マーケティング ディレクター[26]
- 久保明彦 - 株式会社TAG JAPAN代表取締役社長 北アジア地区 マネージング ディレクター[26]
- 森本典繁 - 日本アイ・ビー・エム株式会社 常務執行役員 最高技術責任者 兼 研究開発担当[26]
- 村上吉男 - ニューヨーク・タイムズ国際アジア版・顧問 元朝日新聞社取締役[26]
- 大浦佳世理 - ラボコープ・ディベロップメント・ジャパン株式会社 代表取締役社長[26]
- デービッド・セマイヤ - 三井住友トラスト・アセットマネジメント株式会社 代表取締役会長[26]
- 堤浩幸 - 富士通株式会社 SEVP JAPANリージョンCEO[26]
- 山川亜紀子 - VANGUARD TOKYO 法律事務所 弁護士[26]
- 横沢稔明 - 株式会社アサヒ・エコキャリー 代表取締役社長 [26]

### ソーシャルメディア
- テンプル大学ジャパンキャンパス (@tujweb) - X
- Temple University, Japan Campus (TUJAdmissions) - Facebook
- テンプル大学ジャパンキャンパス (@tujapan) - Instagram
- Temple University, Japan Campus - YouTubeチャンネル
- Temple University Japan Campus (@templeunivjapan) - Tiktok
- Temple University Japan - Linkedin

座標: 北緯35度38分54.65秒 東経139度44分10.44秒 / 北緯35.6485139度 東経139.7362333度